# Cloviskulturen
Cloviskulturen var en palæoindiansk kultur i Nordamerika, hvis tidligste vidnesbyrd i form af en karakteristisk form for flint-spydspids findes i forbindelse med rester af megafauna og kan dateres til ca. 9500 fvt.
Kulturen er opkaldt efter fundsstedet nær Clovis i Curry County i delstaten New Mexico, hvor de karakteristiske spydspidser blev fundet i 1929. De første spydspidser, fra en lidt senere kultur opkaldt Folsom kulturen, var fundet nær Folsom, New Mexico i 1927, sammen med knogler af Bison antiquus - forfaderen til den moderne bisonokse. Siden er der fundet tusindvis af spydspidser af Clovistypen i alle 48 stater i det kontinentale USA syd for Canada (altså ikke i Alaska) samt i Mexico, Belize og Costa Rica.
Cloviskulturen anses traditionelt for at repræsentere de første menneskelige vandringer ind i det Amerikanske kontinent efter isens tilbagetrækning ved sidste istid, og for at være stamkultur til alle senere indianske kulturer. I dag er der voksende tilslutning blandt arkæologer til at et antal arkæologiske fundssteder i USA og Sydamerika kan dateres tidligere end de første daterede clovisfund. Hvis disse dateringer accepteres repræsenterer cloviskulturen ikke den første migration ind i kontinentet, men er blot en blandt flere tidlige palæolitiske kulturer på kontinentet som spredte sig efter krydsningen af landbroen over Beringstrædet.
At Clovis folket er blandt de tidligste forfædre til moderne Indianere støttes også af af Anzick-fundet fra Montana, de begravede rester af en to-årig clovisdreng og de eneste biologiske levn af clovismenneskene. Analyse af drengens DNA viser at Clovismenneskene kan anses som repræsenterende kilden til 80% af DNA der er karakteristisk for indianske folk, hvor de resterende 20% stammer fra senere migrationer fra Asien.
I 2016 argumenterede et studie af plante-DNA fra istidens Canada for at den isfri korridor først åbnede adskillige århundreder efter de første mennesker, uanset om de var Clovis eller en mulig tidligere migrationsbølge var ankommet syd for ismuren. Dermed kunne de ikke have brugt den isfri korridor gennem Canada, men snarere benyttet en rute langs stillehavskysten.